# Państwo strachu
Państwo strachu / Korporacja strachu (ang. State of Fear) – powieść Michaela Crichtona z 2004 roku, należąca do gatunku technothriller.

## Streszczenie
Akcja ma miejsce w 2004 roku. Protagonistą jest prawnik środowiskowy Peter Evans. Evans jest młodszym wspólnikiem w dużej firmie prawnicznej w Los Angeles. Spółka ta reprezentuje wielu klientów zajmujących się ochroną środowiska (jednak mają także klientów korporacyjnych). Evans to postać, która bardzo łatwo przyjmuje wszelkie konwencjonalne fakty na temat globalnego ocieplenia. Jest typem słabeusza, ma również przelotne związki z kobietami. Głównym klientem Evansa jest miliarder filantrop (George Morton), który przekazuje ogromne sumy na ochronę środowiska. Podstawowe obowiązki Evansa skupiają się na zarządzaniu sprawami prawnymi przy darowiznach Mortona dla organizacji ekologicznej NERF (Narodowy Fundusz Zasobów Naturalnych).
Morton zaczyna podejrzewać tę organizację i jej dyrektora, Nicholasa Drake’a. Odkrywa, że NERF wykorzystał niektóre fundusze niezgodnie z przeznaczeniem. Później Mortona odwiedza dwóch ludzi John Kenner i Sanjong Thapa, którzy na pierwszy rzut oka wydają się być naukowcami z MIT, ale tak naprawdę są międzynarodowymi agentami, którzy wpadli na trop grupy eko-terrorystycznej, ELF-u (Ekologiczny Front Wyzwolenia). Kenner jest postacią prezentującą argumenty sprzeczne z powszechnymi opiniami na temat globalnego ocieplenia i ochrony środowiska (podczas dyskusji Kennera z gwiazdą telewizji Tedem Bradleyem wysuwane są argumenty, że globalne ocieplenie nie powoduje zmniejszenia plonów (są dowody, że stężenie dwutlenku węgla stymuluje wzrost roślin), pustynnienia (zdjęcia satelitarne dowodzą, że Sahara się kurczy), powstawania nowych chorób (tempo pojawiania się nowych zarazków nie zmieniło się od 1960 roku), wymierania zwierząt, topnienia lodowców (nie zaobserwowano przyspieszenia topnienia lodowców), podnoszenia się poziomu mórz (poziom wód podnosi się nieprzerwanie od sześciu tysięcy lat), zwiększenia liczby huraganów w USA.)
ELF zamierza spowodować katastrofy „naturalne”, aby przekonać społeczeństwo o niebezpieczeństwie globalnego ocieplenia. Nie mają żadnych skrupułów więc zabijają każdego, kto stanie im na drodze. Morderstwa te wyglądają jak zwykłe naturalne wypadki, np. jad z rzadkiej odmiany australijskiej niebiesko-prążkowej ośmiornicy, która powoduje paraliż podobny do znanej choroby, czy też „zwabiacze piorunów” powodujące porażenie ofiary piorunem. Kenner i Thapa podejrzewają Drake’a o udział w spisku ELF.
Morton wstrzymuje wspieranie finansowe NERFu i każe Evansowi zmienić treść umowy w taki sposób, by Drake nie miał dostępu do funduszy z wyjątkiem otrzymywania małych kwot. Drake wścieka się pogarszając i tak już napięte stosunki z Evansem (Drake jest głównym klientem firmy). Oskarża on Evansa o szpiegostwo na rzecz przemysłu korporacyjnego. Niedługo potem Morton ginie w wypadku samochodowym w tajemniczych okolicznościach. Według jego ostatnich instrukcji Evans dołącza do Kennera i Thapy, którzy odbywają podróż po zakątkach całej ziemi udaremniając katastrofy zaprogramowane przez ELF. Przyłącza się do nich piękna asystentka Mortona, Sarah Jones. Evans jest onieśmielony zarówno urodą tej kobiety jak i jej pewnością siebie, której Evansowi brak. Z tych samych powodów, Evans również pociąga Sarah, jednak to zauroczenie jest zniweczone brakiem zuchwałości mężczyzny.
Grupa odwiedza różne lokacje i krzyżuje plany ELF: najpierw detonację wielu ładunków wybuchowych na lodowcu znajdującym się na Antarktydzie. Wybuch ten ma na celu odłamać ogromnych rozmiarów lodowiec. W innym miejscu, w parku narodowym w USA, specjalne rakiety połączone z drucianymi włóknami wytwarzają wyładowania w postaci piorunów i powodują ulewę, co skutkuje zalaniem zatłoczonego parku. Podczas tych wypraw Evans przekonuje się, że jego poglądy na temat globalnego ocieplenia, podważane przez Kennera i Thapę, którzy zasypują go stosami danych, wykazują, że globalne ocieplenie wcale nie ma miejsca, a jeśli nawet to jest nieznaczne i nie powoduje go działalność człowieka. Evans jest świadkiem działań ELF, która zamierza stworzyć katastrofy, aby zabić tysiące ludzi. Odkrywa także, że Drake dyryguje tymi aktami terrorystycznymi. Bohaterowi udaje się ujść z życiem przed kilkoma zamachami. W trakcie zrzuca z siebie wizerunek słabeusza i oczarowuje się Sarah po tym jak ratuje jej kilkakrotnie życie.
W końcu grupa wyrusza na odległą wyspę na Solomonach aby powstrzymać ostateczne wydarzenie spowodowane przez ELF - tsunami, które zaleje wybrzeże Kalifornii w momencie, gdy Drake będzie prowadził konferencję prasową na temat globalnego ocieplenia. Na wyspie bohaterowie walczą z krokodylami ludojadami (które wabią ofiary udając szczekanie psa) i plemieniem kanibali. Wraz z grupą podróżuje Ted Bradley, którego Drake wysłał w roli szpiega. Ted zostaje zjedzony żywcem przez kanibali. Reszcie udaje się zbiec w ostatniej chwili, pomaga im w tym Morton, który pojawia się wśród żywych. Okazuje się, że Morton spreparował swoją śmierć, aby zmylić Drake’a. W ten sposób Morton był w stanie śledzić działania ELF na tej wyspie w oczekiwaniu na przybycie Kennera i jego ekipy. Ostateczne starcie z grupą ELF ma miejsce w ich obozie. Tam Evans zabija jednego z terrorystów, który usiłował zabić jego i Sarę na Antarktydzie. Reszta grupy ELF zostaje zmieciona przez fale spowodowane podwodnymi wybuchami. Kennerowi udaje się w porę zminimalizować efekt reakcji łańcuchowej, dzięki czemu tsunami nie ma takiego skutku jaki był zamierzony. Drake wraz ze swoimi ludźmi zostaje aresztowany. Evans i Sarah zostają parą. Evans odchodzi z firmy i rozpoczyna pracę dla Mortona w jego nowej organizacji, która zajmuje się upowszechnianiem aktywizmu środowiskowego jako biznesu, działalności wolnej od wszelkiego fałszu i manipulatywnej paranoi.

## Miejsca akcji
Akcja odbywa się w wielu istniejących miejscach na całym świecie:

### Akamai
- Paryż, Francja (2 maja)
- Pahang, Malezja (11 maja)
- Shad Thames, Londyn (21 maja)
- Tokio, Japonia (1 czerwca)
- Vancouver, Kanada (8 czerwca)
- Stangfedlis, Islandia (23 sierpnia)
- Los Angeles, Kalifornia (23 sierpnia)
- Beverly Hills, Kalifornia (24 sierpnia)
- Century City, Kalifornia (24 sierpnia)
- Culver City, Kalifornia (24 sierpnia)
- San Francisco, Kalifornia (4 października)
- Point Moody, Kalifornia (5 października)
- Zachodnie Los Angeles (5 października)
- Holmby Hills, Kalifornia (5 października)

### Groza
- Punta Arenas, Chile (5 października)
- Stacja Weddella, Antarktyda (6 października)
- Strefa przełamu, Antarktyda (6 października)
- Obóz Brewstera (6 października)

### Anioł
- Los Angeles, Kalifornia
- Century City, Kalifornia

### Błysk
- City of Commerce, Kalifornia (9 października)

### Wąż
- Kanion Diablo, Arizona (10 października)
- Flagstaff, Arizona (10 października)
- Park McKinley, Arizona (11 października)
- Auroraville, Arizona (11 października)
- Van Nuys, Kalifornia (11 października)
- Park Sekwoja (12 października)
- Oakland, Kalifornia (12 października)

### Błękit
- Brentwood, Kalifornia (13 października)
- Westwood, Kalifornia (13 października)
- Santa Monica, Kalifornia (13 października)

### Rozstrzygnięcie
- Gareda, Wyspy Salomona (14 października)
- Zatoka Resolution, Gareda (14 października)
- Pavutu, Gareda (14 października)
- Ocean Spokojny (15 października)

### Vanutu
Vanutu to fikcyjna wyspa w powieści. Nazwa bardzo przypomina Vanuatu.